# Селянський Шлях
«Селянський Шлях» — тижневик українського соціалістичного об'єднання «Сель-Союз», виходив у Холмі (1927 — 28).
Видавець — П. Васильчук (Васиньчук), редактор — В. Гуль.